# Sindrome da aspirazione di meconio
Per  sindrome da aspirazione di meconio  si intende la moltitudine di sintomi causati in un bambino durante la nascita dall'aspirazione di meconio, evento più frequente quando il parto riguarda bambini nati post-termine.

## Sintomatologia
Fra i sintomi caratteristici ritroviamo: basso punteggio di Apgar, Tachipnea, cianosi, dispnea,  tutte queste anomalie di solito vengono normalizzate in un periodo relativamente breve (alcuni giorni), nel caso questo non succedesse vorrebbe dire che l'aspirazione avvenuta è di livello grave, e si avrebbero anche infiltrati visibili soltanto con radiografia del torace. Altre possibili manifestazioni cliniche comprendono enfisema, crepitii e atelettasie.

## Eziologia
Fra le cause che possono portare a questa sindrome vi sono il distress fetale, parto laborioso, ipossia intraintrauterina, aumentata peristalsi intestinale oltre al parto post-termine

## Patogenesi e patofisiologia
Un'ipossia intrauterina del feto causa molteplici danni all'organismo, tra i quali una iperperistalsi a livello gastrointestinale che comporta un'espulsione precoce del meconio nel liquido amniotico. In secondo luogo, l'ipossia porta a un meccanismo di respirazione bronchiale intrauterina patologico, che sommato al primo aspetto ha come diretta conseguenza l'aspirazione di piccole particole di meconio. Esse si depositano a dipendenza della loro grandezza nei bronchi/bronchioli e causano un'atelectasia e un enfisema post-stenotici. La sintesi di surfactant viene soppressa e a livello intrapolmonare si possono creare shunts.

## Diagnostica
Il primo segno vistoso è la fuoriuscita di liquido amniotico verde dovuto alla presenza del meconio. La presenza di questo segno più la tipica sintomatologia del neonato lasciano dedurre a una sindrome da aspirazione di meconio. Per cercare di quantificare il danno a livello polmonare vi sono esami radiologici quali la lastra toracica che mostra tipicamente molteplici opacità combinate a segni di atelectasia e a appiattimento del diaframma. Ulteriore aiuto nella quantificazione del coinvolgimento polmonare è rappresentata dall'emogasanalisi.

## Terapia
Fondamentale è un immediato riconoscimento della sindrome e una pronta risposta del personale medico. Inizialmente si deve cercare di aspirare con un tubicino il meconio presente nella orofaringe e/o nella laringe. Se ciò non avviene con successo, va considerata l'ipotesi di un lavaggio bronchiale. In seguito, una volta pulite le vie respiratorie extra-toracici si prosegue con una respirazione artificiale ad alta frequenza (cave: ventilazione con maschera è contraindicata!) ed eventualmente con una terapia a base di surfactant e di NO.